# Orson Bean
Orson Bean, nome d'arte di Dallas Frederick Burrows (Burlington, 22 luglio 1928 – Los Angeles, 8 febbraio 2020), è stato un attore, doppiatore e personaggio televisivo statunitense.

## Biografia
Orson Bean nacque a Burlington (Vermont, USA), da George Frederick Burrows e la moglie Marian A. Pollard; era cugino di Calvin Coolidge, l'allora Presidente degli Stati Uniti, e volle prendere un nome d'arte in onore di Orson Welles. Partecipò spesso al The Tonight Show, insieme a Jack Paar e Johnny Carson, poi anche negli show Mary Hartman, Mary Hartman e Fernwood 2Nite. Interpretò il ruolo del proprietario dell'emporio Loren Bray nella serie televisiva La signora del West. Fu il padre omofobico di John Goodman nella Situation comedy Normal, Ohio. In precedenza era apparso nella serie televisiva Ai confini della realtà, interpretando "Mr. Bevis" nell'omonimo episodio.
A Broadway, Orson Bean fu la stella nel cast originale dello spettacolo Will Success Spoil Rock Hunter? (1955), e venne scelto come protagonista del musical Subways Are for Sleeping (1961), per cui ricevette una nomination al Tony Award come miglior attore protagonista in un musical, così come per Never Too Late (1962).
Nel 1977 diede la voce a Bilbo Baggins nel cartone animato The Hobbit. Nel 1980 tornò a dare la voce allo stesso personaggio ed anche a Frodo Baggins nel cartone animato The Return of the King.
L'attore apparve infine nella terza serie di How I Met Your Mother nel ruolo di Bob.
Dal 2009 al 2012 fu nel cast nella serie televisiva Desperate Housewives interpretando il ruolo di Roy Bender.
Pochi i film a cui prese parte: tra essi si ricorda Essere John Malkovich.
Bean è morto a Los Angeles l'8 febbraio 2020, all'età di 91 anni, investito da un'auto pirata mentre attraversava la strada.

## Vita privata
Fu sposato dal 1956 al 1962 con l'attrice Jacqueline deSibour, che lo rese padre di Michele.
Successivamente si legò alla stilista Carolyn Maxwell, che sposò nel 1965, e dalla quale divorziò nel 1981; i due ebbero tre figli, Max, Susannah ed Ezekiel.
Nel 1993, sul set de La signora del West, incontrò Alley Mills, che sposò nello stesso anno.

## Filmografia parziale

### Cinema
- Scandalo al collegio (How to Be Very, Very Popular), regia di Nunnally Johnson (1955)
- Anatomia di un omicidio (Anatomy of a Murder), regia di Otto Preminger (1959)
- Twinky, regia di Richard Donner (1970)
- Forty Deuce, regia di Paul Morissey (1982)
- Smart Alec, regia di Jim Wilson (1986)
- Salto nel buio (Innerspace), regia di Joe Dante (1987)
- Instant Karma, regia di Roderick Taylor (1990)
- One of Those Nights, regia di Lina Shanklin (1997)
- Essere John Malkovich (Being John Malkovich), regia di Spike Jonze (1999)
- Unbowed, regia di Nanci Rossov (1999)
- Burning Down the House, regia di Philippe Mora (2001)
- The Equalizer 2 - Senza perdono (The Equalizer 2), regia di Antoine Fuqua (2018)

### Televisione
- The United States Steel Hour – serie TV, 3 episodi (1954-1963)
- Ai confini della realtà (The Twilight Zone) – serie TV, episodio 1x33 (1960)
- June Allyson Show (The DuPont Show with June Allyson) – serie TV, episodio 2x25 (1961)
- Vacation Playhouse – serie TV, episodio 2x11 (1964)
- Ellery Queen – serie TV, episodio 1x03 (1975)
- Love Boat (The Love Boat) – serie TV, un episodio (1978)
- La signora in giallo (Murder, She Wrote) – serie TV, episodi 2x14-6x11 (1986-1989)
- La signora del West (Dr. Quinn, Medicine Woman) – serie TV, 145 episodi (1993-1998)
- Will & Grace – serie TV, episodio 2x21 (2000)
- Cold Case - Delitti irrisolti (Cold Case) – serie TV, episodio 2x08 (2004)
- Due uomini e mezzo (Two and a Half Men) – serie TV, episodio 2x24 (2005)
- How I Met Your Mother – serie TV, episodio 3x09 (2007)
- The Closer – serie TV, episodio 3x05 (2007)
- Safe Harbor - Un porto sicuro (Safe Harbor), regia di Jerry Jameson – film TV (2009)
- Desperate Housewives – serie TV, 23 episodi (2009-2012)
- Mistresses - Amanti (Mistresses) – serie TV, episodio 2x01 (2013)
- Modern Family – serie TV, episodio 7x11 (2016)
- Superstore – serie TV, episodio 4x05 (2018)
- Grace and Frankie – serie TV, episodio 6x10 (2020)

## Doppiatori italiani
Nelle versioni in italiano delle opere in cui ha recitato, Orson Bean è stato doppiato da:
- Dante Biagioni in The Closer, Desperate Housewives
- Carlo Bonomi in La signora del West, Dr. Quinn - Il film
- Bruno Alessandro in Due uomini e mezzo, Grace and Frankie
- Massimo Turci in Anatomia di un omicidio
- Manlio De Angelis in Ellery Queen
- Mauro Bosco in Love Boat
- Cesare Barbetti in Salto nel buio
- Guido Ruberto in Ally McBeal
- Dario De Grassi in Un detective in corsia
- Enrico Bertorelli in Normal, Ohio
- Diego Reggente in Settimo Cielo
- Oreste Rizzini in Essere John Malkovich
- Mario Milita in Cold Case - Delitti irrisolti
- Antonio Paiola in How I Met Your Mother
- Giorgio Lopez in Women's Murder Club
- Dario Penne in Hot in Cleveland
- Carlo Reali in Modern Family
- Luciano De Ambrosis in The Equalizer 2 - Senza perdono

Nella seconda versione italiana del film d'animazione Un americano alla corte di re Artù la voce dell'attore è sostituita da quella di Claudio Capone.